# (10095) Carlloewe
(10095) Carlloewe es un asteroide que forma parte del cinturón de asteroides y fue descubierto por Lutz D. Schmadel y Freimut Börngen el 9 de septiembre de 1991 desde el Observatorio Karl Schwarzschild, en Tautenburg, Alemania.

## Designación y nombre
Carlloewe fue designado inicialmente como 1991 RP2.
Más adelante, en 1999, se nombró en honor del compositor alemán Carl Loewe (1796-1869).

## Características orbitales
Carlloewe orbita a una distancia media de 3,006 ua del Sol, pudiendo acercarse hasta 2,862 ua y alejarse hasta 3,15 ua. Tiene una excentricidad de 0,0479 y una inclinación orbital de 9,399 grados. Emplea 1904 días en completar una órbita alrededor del Sol. El movimiento de Carlloewe sobre el fondo estelar es de 0,1891 grados por día.

## Características físicas
La magnitud absoluta de Carlloewe es 12,4.